# George Strait
George Harvey Strait (18 de mayo de 1952) es un cantante de música country, actor y productor de Estados Unidos. A Strait se le conoce como "King of Country" y la crítica le sitúa como una leyenda viva.
Es conocido por su estilo inconfundible de western swing, baladas de bar, honky-tonk y country fresco pero tradicional. Geoge Strait tiene el récord del mundo de mayor número de sencillos que han sido número uno, más que cualquier otro artista en la historia de la música de cualquier género, habiendo grabado 60 números uno de Billboard hasta 2010.
Strait se disparó al éxito tras su primer sencillo "Unwound" en 1981. Mientras contribuía al movimiento de Country neotradicional de los años 1980, reunió 7 números uno en esa década, destacando entre ellos  "Fool Hearted Memory" y "Ocean Front Property". En los años 1990, había influenciado a un buen número de músicos mientras seguía con sus éxitos llegando a los 20 números uno entre los que destacan "Heartland" y "Blue Clear Sky". En la década de 2000, Strait consigue el título "Artista de la década" otorgado por la Academia de la Música Country, entra en el Country Music Hall of Fame y gana su primer premio Grammy por su álbum Troubadour. Strait continúa su éxito con un sonido más contemporáneo con éxitos como "She'll Leave You with a Smile" y "You'll Be There".
Strait fue nombrado "CMA Entertainer of the Year" en 1989 y 1990 y "ACM Entertainer of the Year" en 1990. Ha sido nominado para otros premios CMAs y ACM awards y ha ganado más en ambas categorías que ningún otro artista.

## Principales álbumes
- Here for a Good Time (2011)
- Twang (2009)
- Troubadour (2008)
- It Just Comes Natural (2006)
- Somewhere Down in Texas (2005)
- Honkytonkville (2003)
- The Road Less Traveled (2001)
- George Strait (2000)
- Always Never the Same (1999)
- One Step at a Time (1998)
- Carrying your love with me (1997)
- Blue clear sky (1996)
- Lead On (1994)
- Easy Come, Easy Go (1993)
- Holding my own (1992)
- Chill of an early fall (1991)
- Livin' It Up (1990)
- Beyond the blue neon (1989)
- If You Ain't Lovin' You Ain't Livin' (1988)
- Ocean Front Property (1987)
- #7 (1986)
- Something Special (1985)

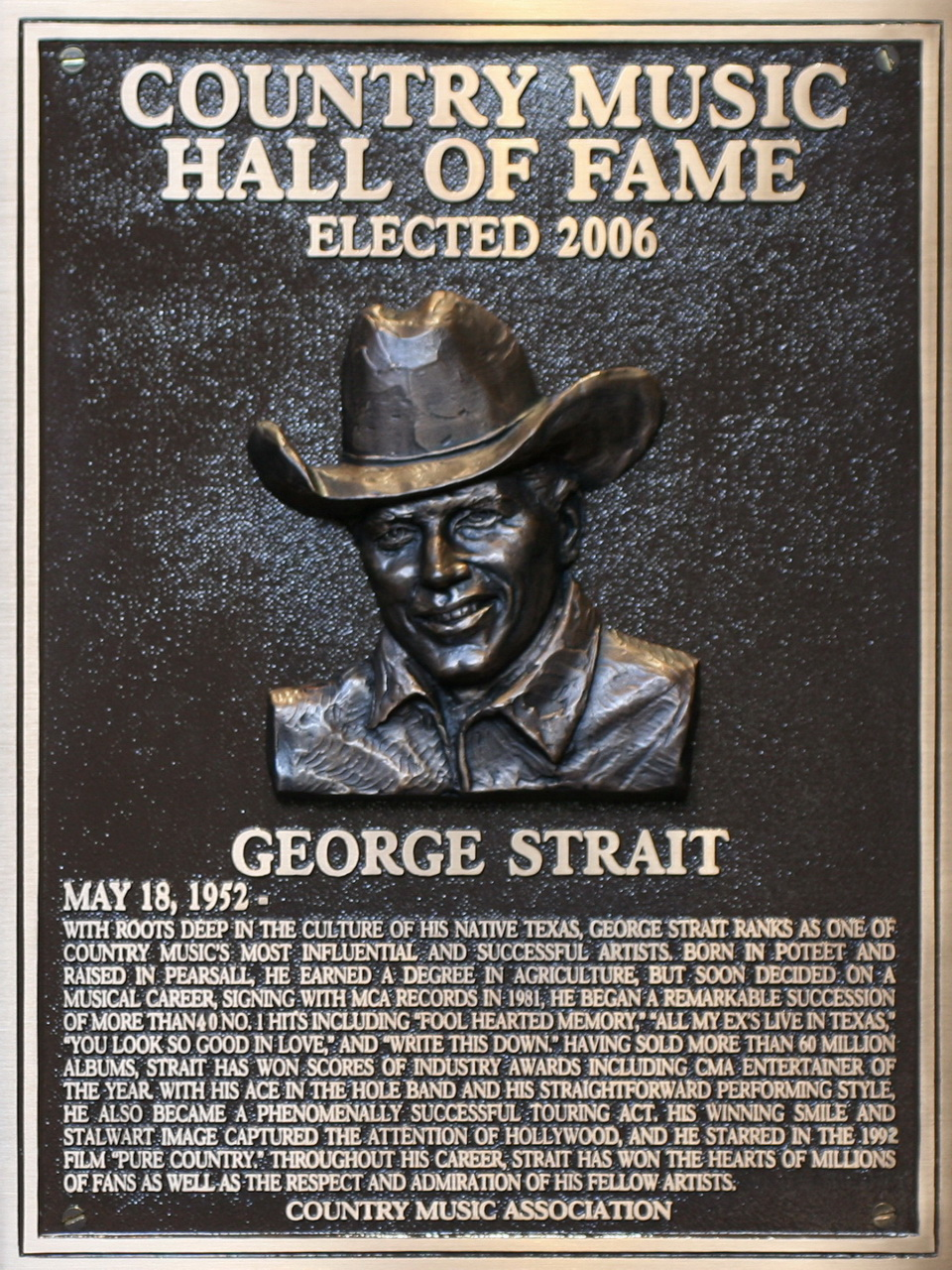
Placa de George Strait en el Country Music Hall of Fame

- Does Fort Worth Ever Cross Your Mind (1984)
- Right or Wrong (1983)
- Strait from the heart (1982)
- Strait Country (1981)

## Filmografía
Strait ha actuado en varias películas como The Soldier (1982)  o Pure Country (1992). Aparece como sí mismo en Grand Champion (2002).

## Premios
- Ver Lista de premios